# Svensk världsatlas

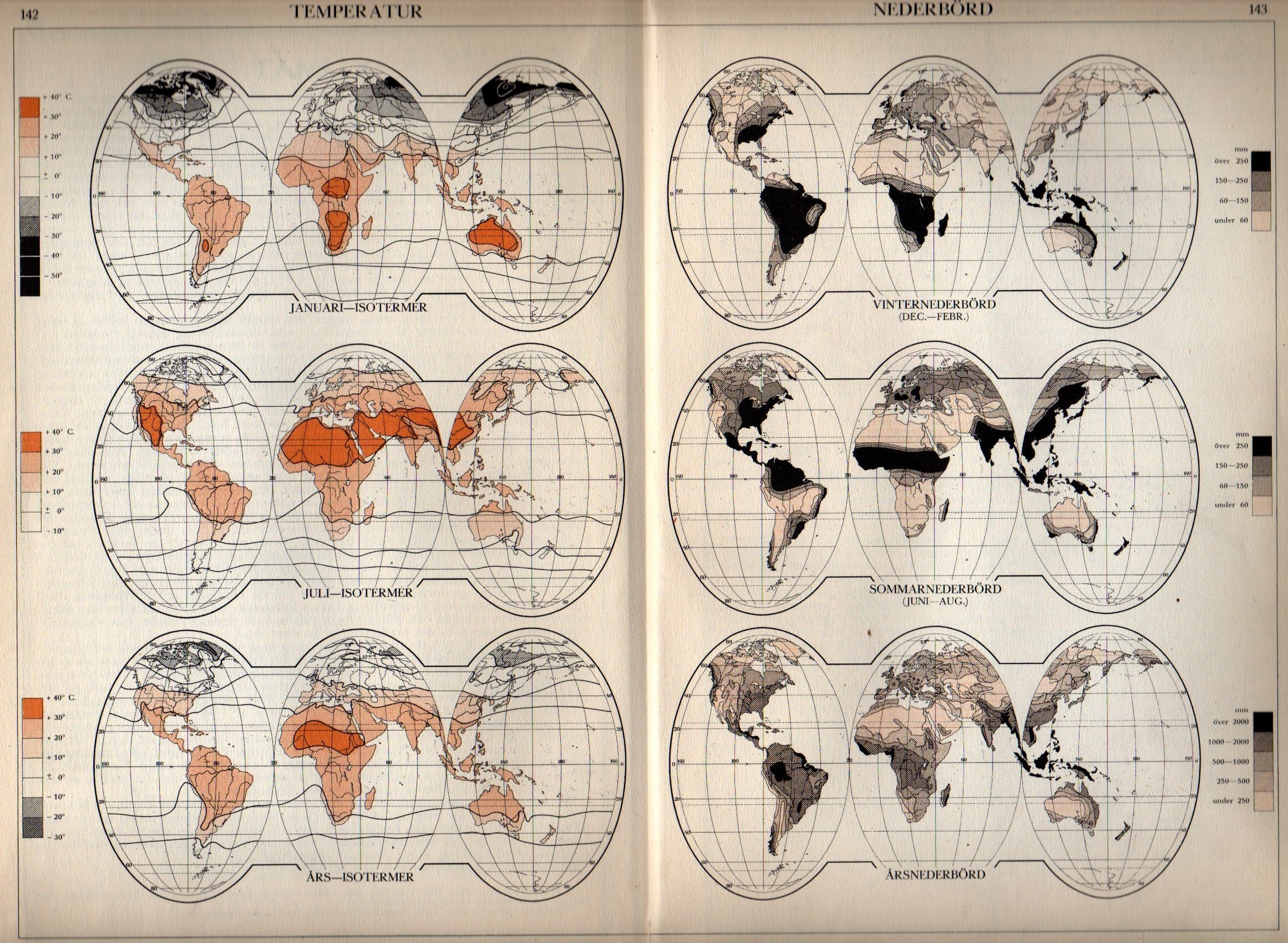
Temperatur och nederbörd, sid 142-143.

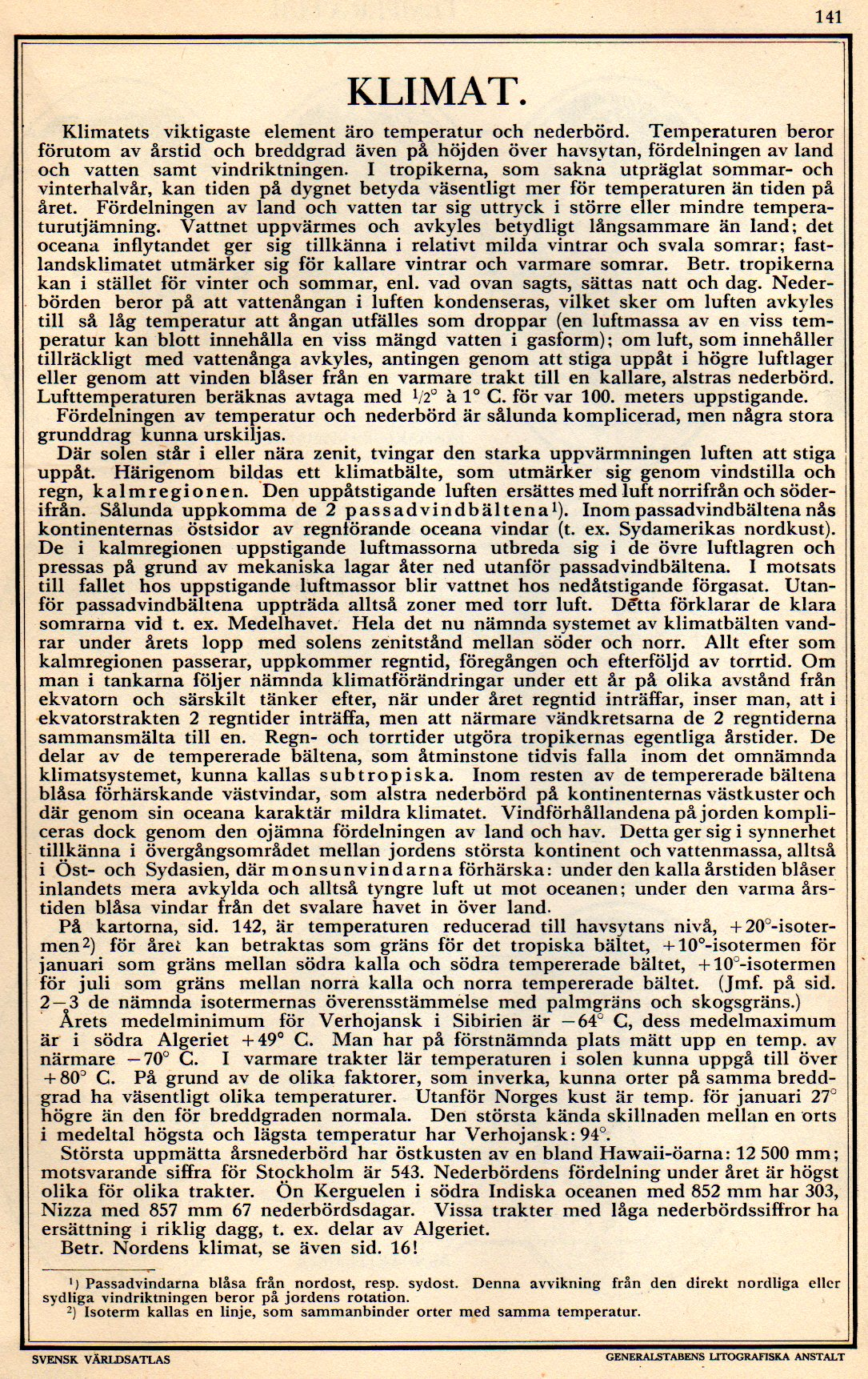
Klimat, sid 141.

Svenska världsatlas är en kartbok som gavs ut 1930 av Generalstabens litografiska anstalt. Den innehåller kartor över alla världsdelar, och stjärnhimlen,  av vissa städer,  historiska kartor samt diagram över handel, population, vegetation och klimat. Boken innehåller även kortare texter.

## Utgivningen
Boken gavs ut 1930 med anledning av Generalstabens litografiska anstalts 100-årsjubileum. 1934 gavs boken i present till läsarna av Hemmets Veckotidning. Mellan 2004 och 2009 digitaliserades boken av Projekt Runeberg.

## Innehåll
“Den världsatlas, som till hugfästande av Generalstabens litografiska anstalts hundraåriga tillvaro här framlägges, söker att i möjligaste mån täcka allmänhetens behov och uppfylla dess önskningar i fråga om en modern kartbok över jorden.” står det i förordet. Och boken bjuder med sina kartor på en bra överblick över jorden och världens konfiguration under mellankrigstiden och ger i sina texter och sin utformning en uppfattning om hur man vid 1920-talets slut såg på sin samtid, historien och världen.
Boken har ett rikt innehåll, inte bara de vanliga kartorna över världsdelar och länder som man oftast finner i en atlas, utan även kartor och diagram över ”Delar av jättestäder”, ”Växt- och djurgeografi”, ”Folkfördelning”, ”Folkslag och religioner”, ”Upptäcktsfärder”, närmare hundra fotografier i kapitlet ”Geografiska bilder” samt ordlistan ”Geografiska ord, översatta till 24 språk”, med mera.

## Upphovsmän
Huvudredaktörer för atlasen var Kapten Bror Thordeman och Fil. dr. Alfred Söderlund. De hade till sin hjälp 15 medarbetare samt ett tjugotal experter.

## Ur boken

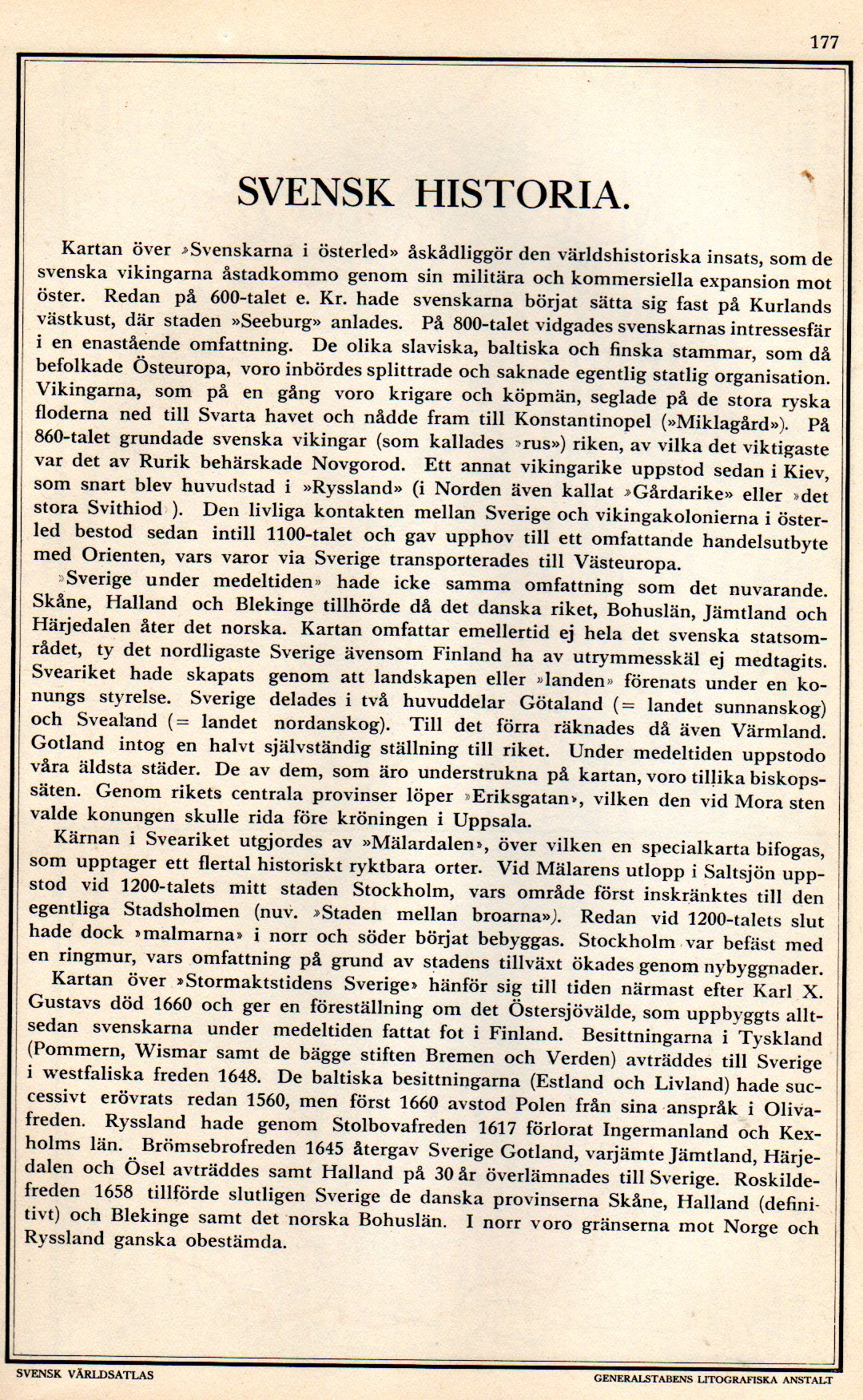
Svensk Historia, sid 177.
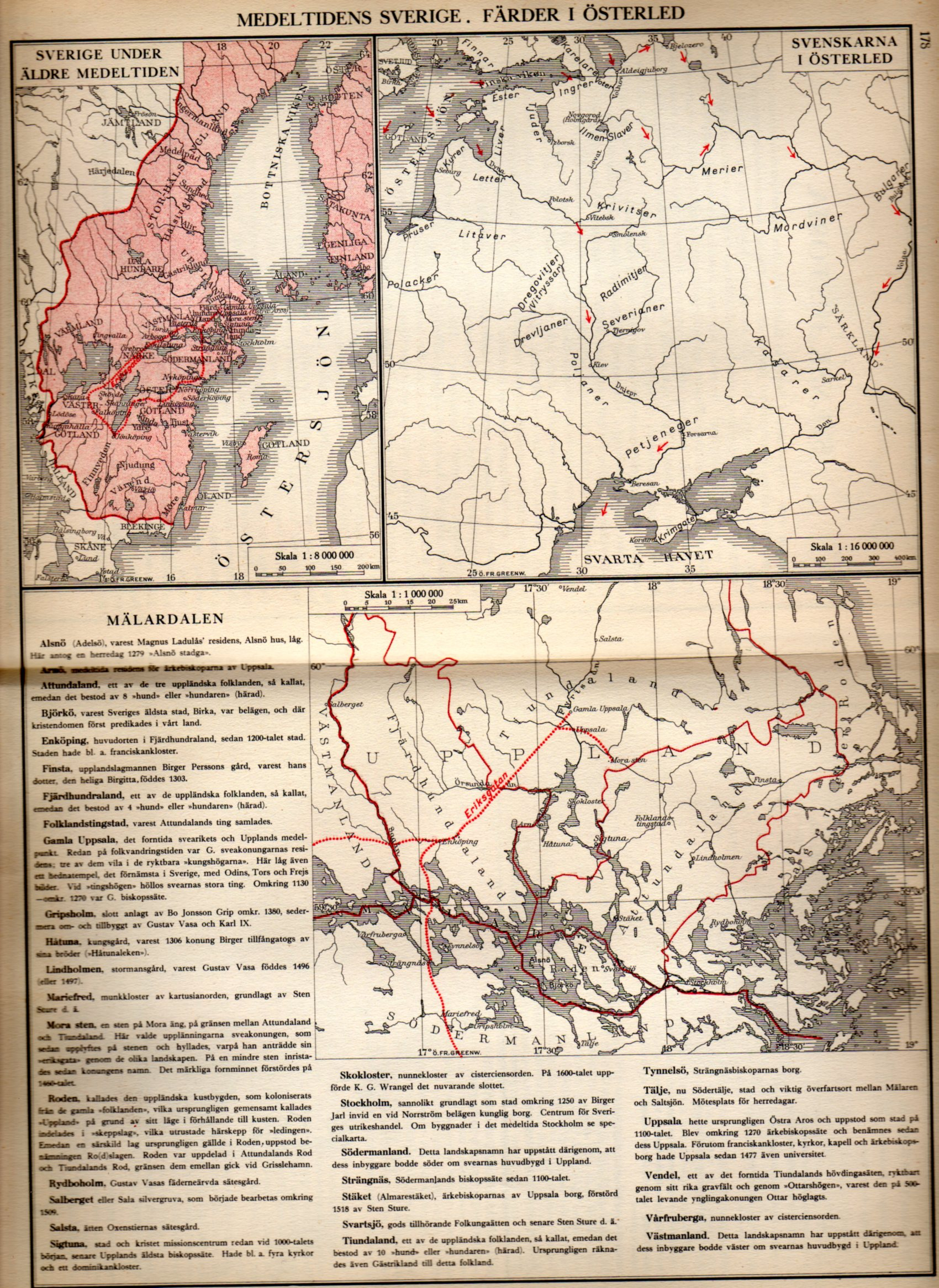
Medeltidens Sverige, Färder i Österled, sid 178-179.
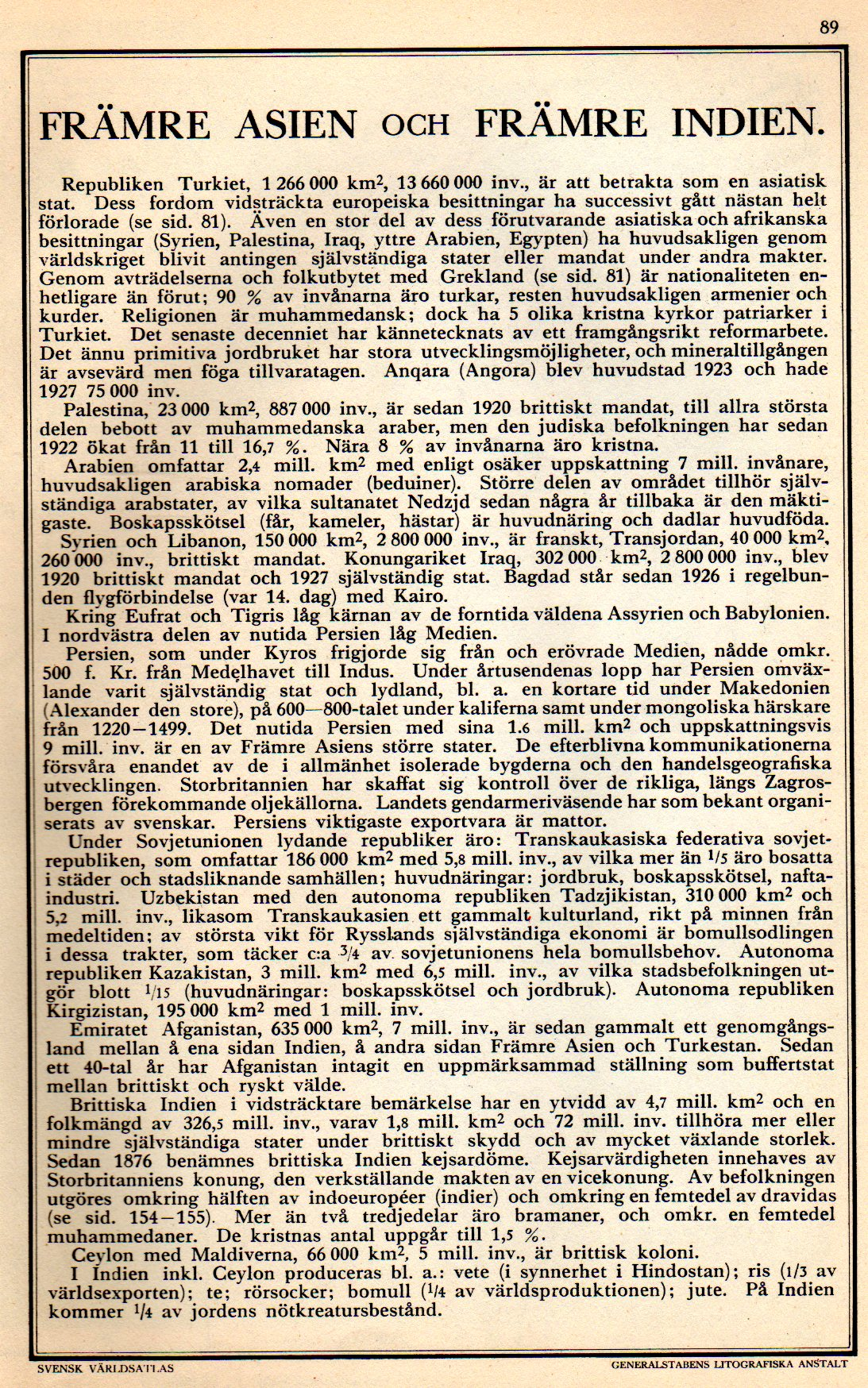
Främre Asien och Främre Indien, sid 89.
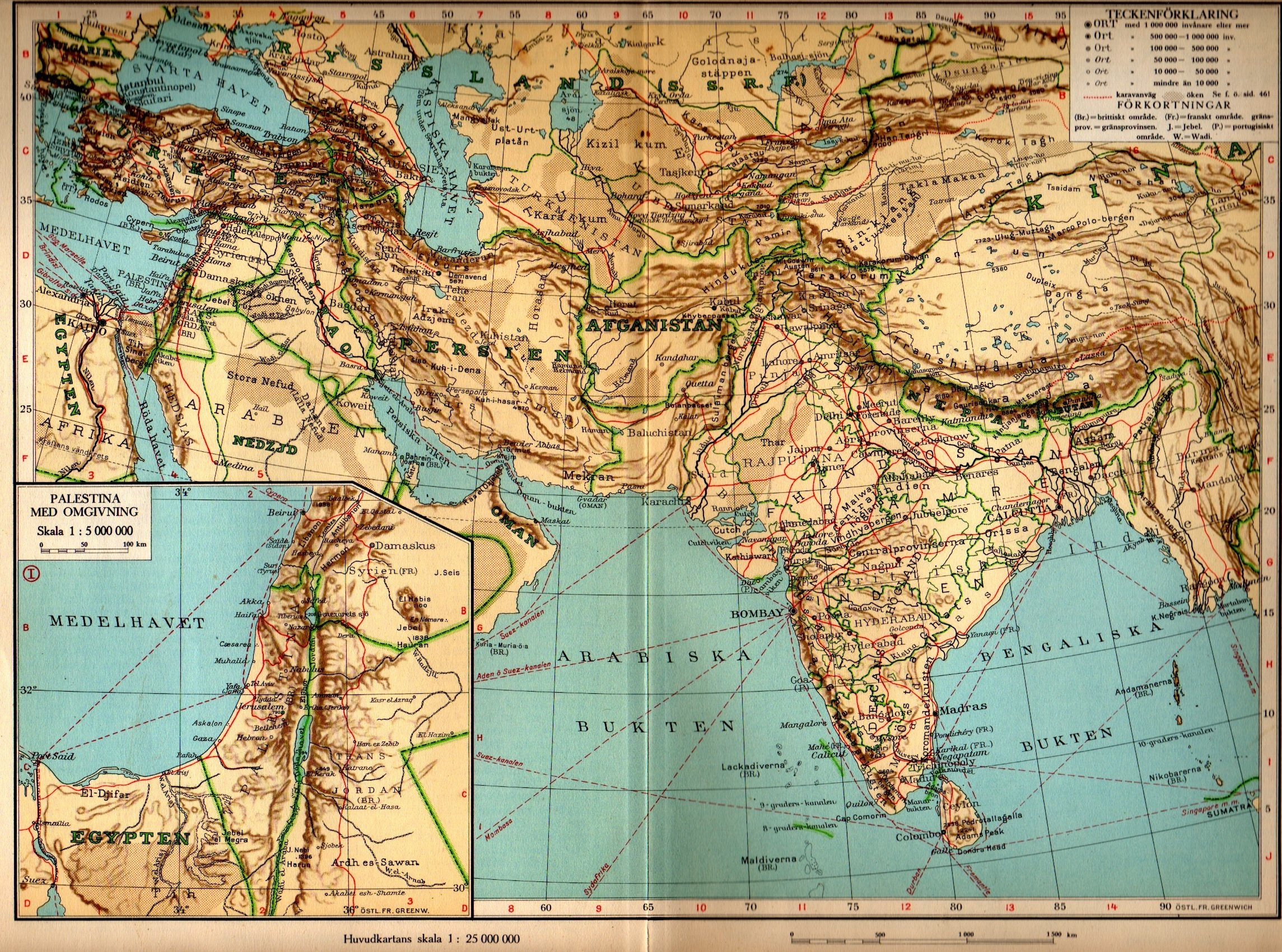
Främre Asien och Främre Indien samt Palestina, sid 90-91
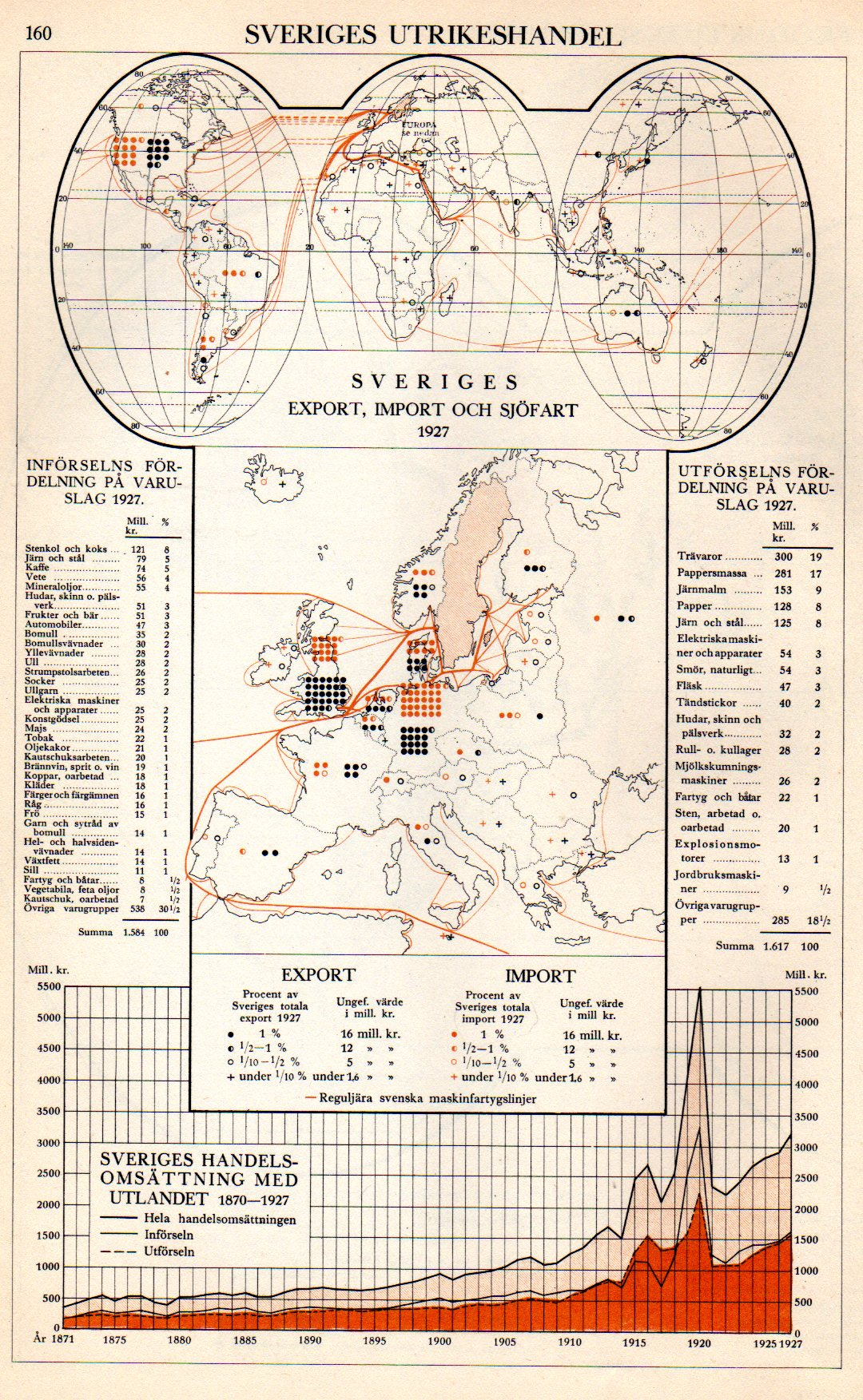
Svensk utrikeshandel 1927, sid 160.
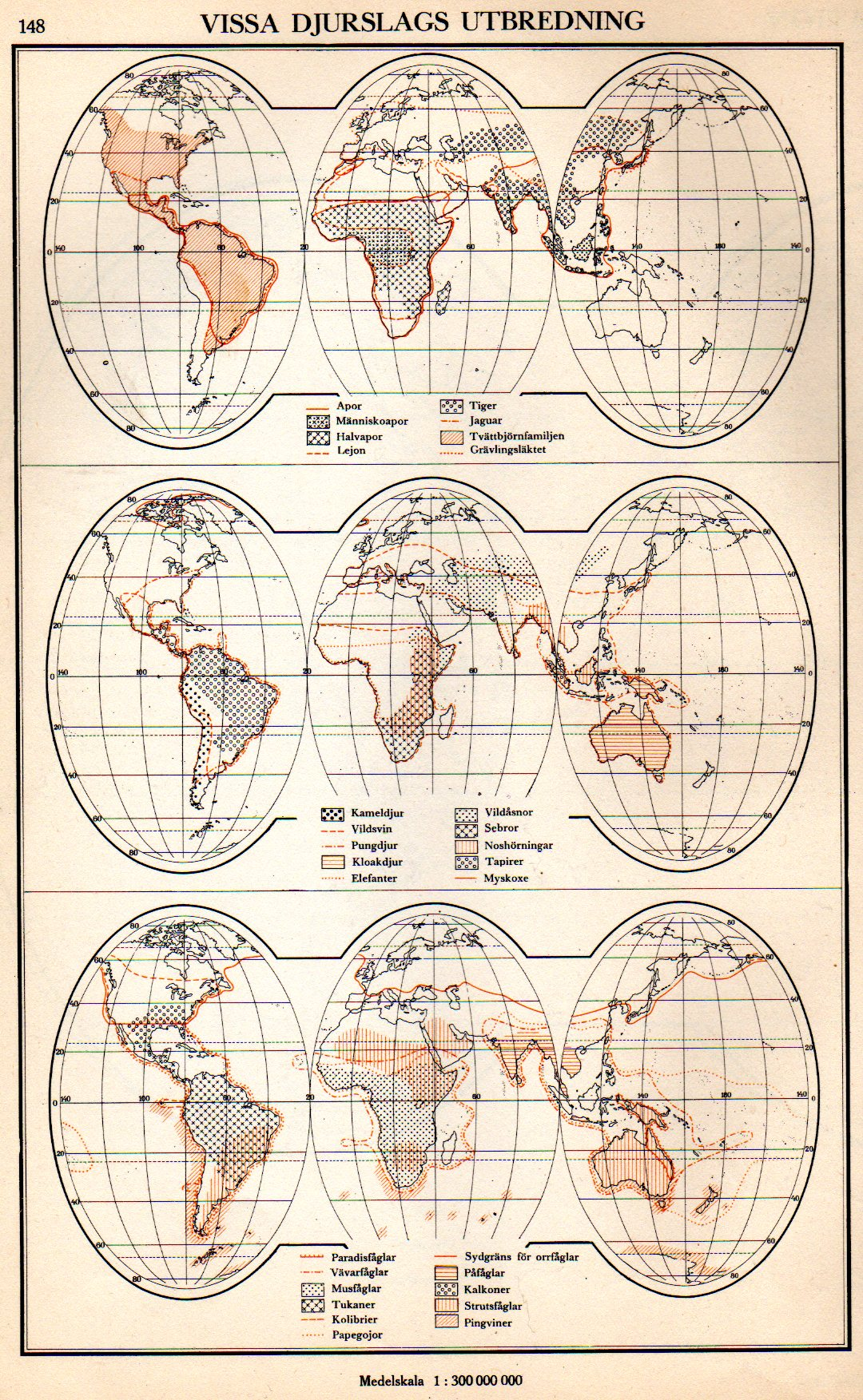
Vissa djurslags utbredning, sid 148.
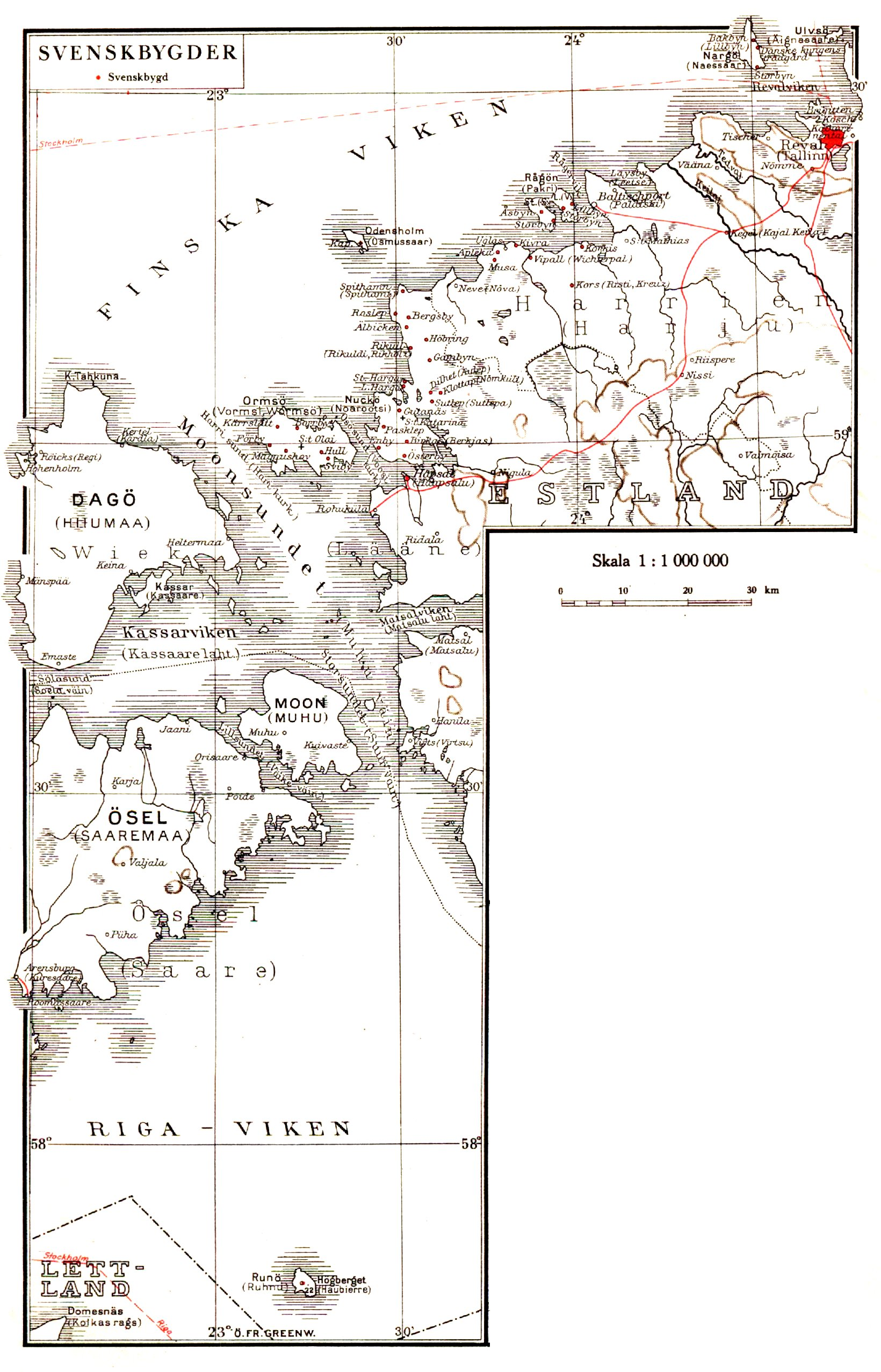
Svenskbygder i Estland, sid 48
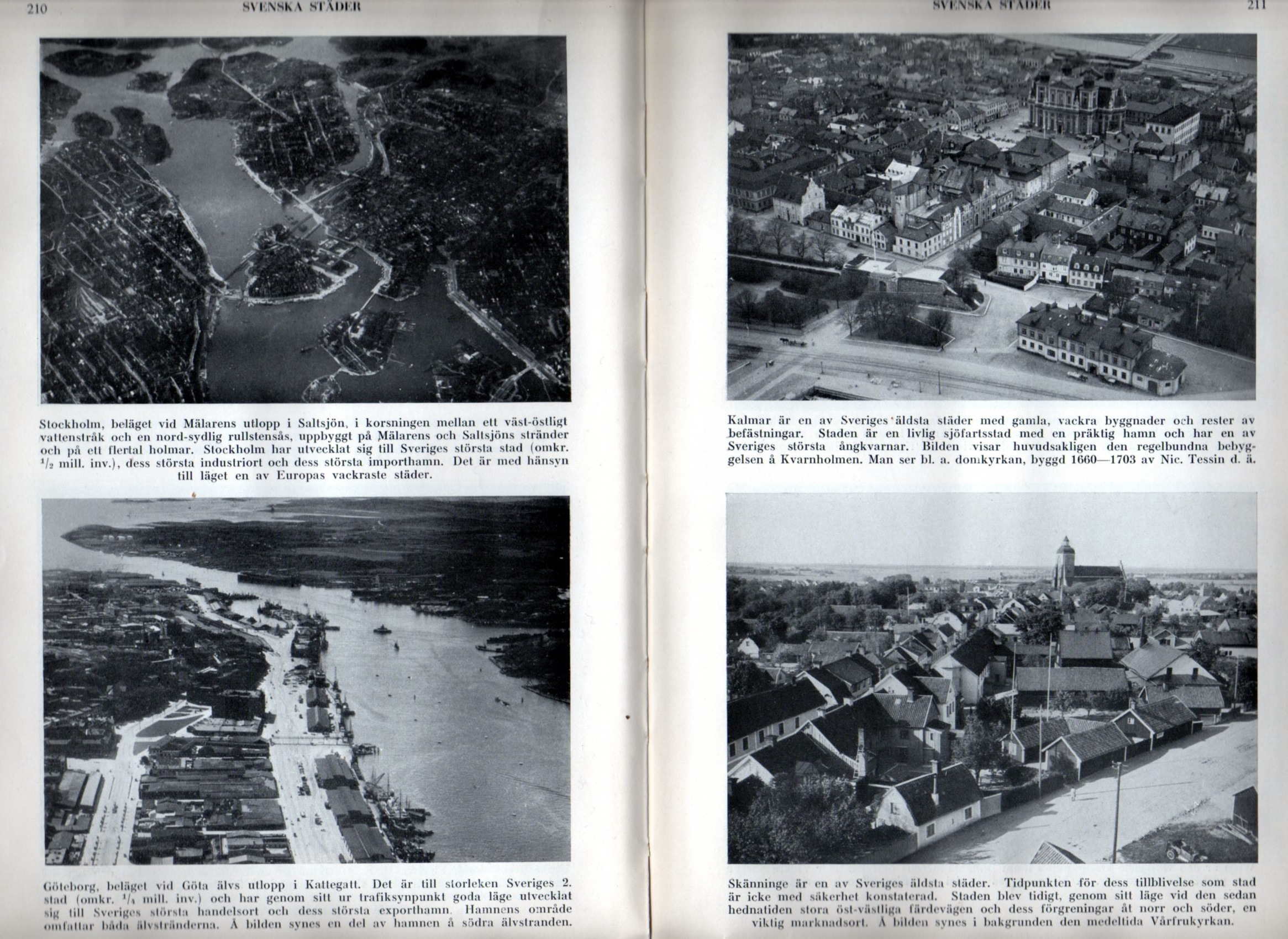
Stockholm, Göteborg, Kalmar, Skänninge, sid 210-211.